# Солюбілізація
Солюбілізація (рос. солюбилизация, англ. solubilization) — 
- 1. У хімічній технології — перехід в розчин нерозчинних або малорозчинних речовин під дією поверхнево-активних добавок, що утворюють в розчині міцели. Якщо речовина полярна (пр., вода), то таке колоїдне розчинення її у вуглеводнях відбувається в полярному ядрі міцел, утворюваних полярними функційними групами.
- 2. У колоїдній хімії — самочинне проникання низькомолекулярних речовин в міцели.
- 3. У хімії високомолекулярних сполук — проникнення низько-молекулярних речовин в макромолекулярні клубки.

## Солюбілізуюча група
Група або субструктура молекули, що збільшує молекулярну
розчинність. Такими групами є звичайно полярні або йонні
фрагменти молекул. Пр., вуглеводневий ланцюг може ставати
водорозчинним при прилученні до карбоксильної групи.

## Міцелярна солюбілізація
англ. micellar solubilization

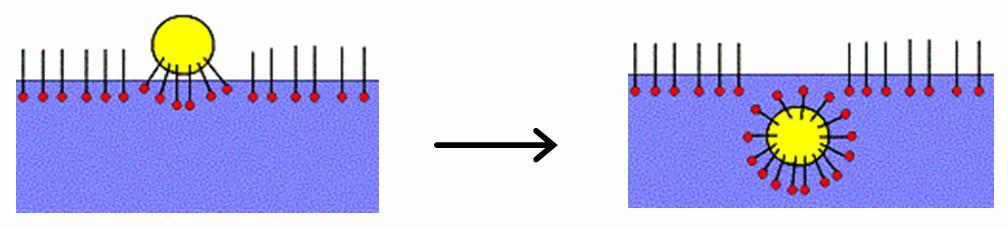
Схема міцелярної солюбілізації жирової речовини у воді з використанням диспергатора

- 1. Проникання молекул речовини, дуже мало розчинної в даному розчиннику, в міцели, які знаходяться в ньому.
- 2. Переведення міцел, що знаходяться в асоційованому стані в колоїдній системі в певному розчиннику, в розчинний стан, шляхом додавання певного компонента, який адсорбується на міцелі чи проникає в неї.

## Застосування
- миюча дія ПАР;
- виготовлення емульсійно-мастильних рідин;
- отримання фармпрепаратів;
- отримання харчових продуктів.